# Dziewczynka z Drwęcka

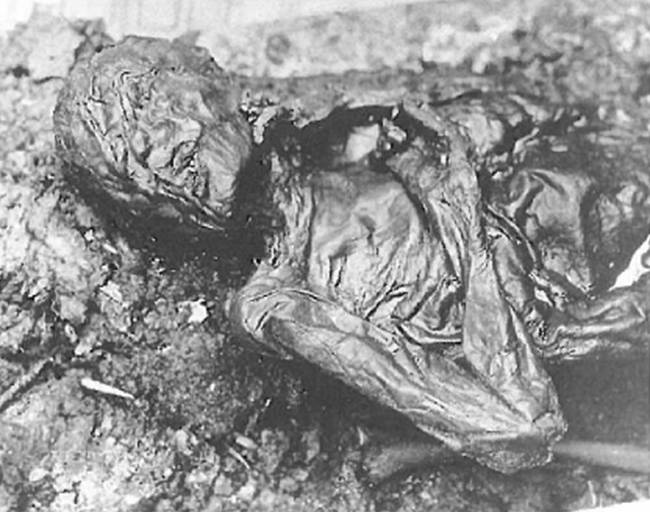
Górna część zwłok z Drwęcka

Dziewczynka z Drwęcka – zmumifikowane zwłoki należące do dziewczynki w wieku od 12 do 14 lat, odnalezione 15 lipca 1939 roku podczas prac melioracyjnych w okolicach dzisiejszego Drwęcka w Polsce (w owym czasie pod nazwą Dröbnitz).
Zwłoki zostały odnalezione przez robotnika uczestniczącego w pracach melioracyjnych, niejakiego Ericha Redmanna z Drwęcka, który natknął się na znajdującą się w torfie owczą skórę, a jak się później okazało – pelerynę z owczej skóry, w którą zawinięte były ludzkie zwłoki. Na podstawie badań ciała, ustalono że pochodziło ono z VI wieku p.n.e., choć niektóre źródła mówią o tym, że może ono pochodzić z VIII wieku p.n.e.
Ciało znajdowało się później w zbiorach Muzeum Pruskiego w Królewcu, gdzie uległo zniszczeniu (spłonęło) w 1945 roku podczas ofensywy Armii Czerwonej.

## Badania
Zwłoki zostały przebadane przez lekarzy z Królewca, w tym przez profesorów Krausego, Löfflera i Zeigera, oraz dr. Loeppa. Jak stwierdzono, pochowanym człowiekiem była dziewczynka w wieku od 12 do 14 lat, o włosach koloru blond. Przeprowadzonym badaniom sprzyjał fakt, iż organy wewnętrzne ciała zachowały się w dobrym stanie i były wyraźnie rozpoznawalne. Na ciele nie stwierdzono jakichkolwiek obrażeń, a dziewczynka zmarła prawdopodobnie w sposób naturalny. Układ ciała sugerował, że dziewczynka nie zmarła przez utopienie. 
Podczas przebadania zawartości żołądka ustalono, że znajdował się w nim groch, mąka pszenna, tłuszcz i włókna mięsa. Dziewczynka najprawdopodobniej jadła również dzikie warzywa kwitnące na wiosnę.

## Okrycie ciała
Zwłoki zawinięte były w futrzaną pelerynę, wykonaną z czterech połączonych ze sobą skór owczych. Peleryna miała długość 80 cm, a jej szerokość dochodziła do 150 cm, lecz pierwotnie była ona prawdopodobnie jeszcze dłuższa. Kożuch, w który zawinięte było ciało, już w czasie pochowania dziewczynki był w znacznym stanie zużycia, na co wskazują liczne jego naprawy i łaty.